# Macrotrachela fungicola
Macrotrachela fungicola is een raderdiertjessoort uit de familie Philodinidae. De wetenschappelijke naam van deze soort is voor het eerst geldig gepubliceerd in 1937 door Garner.